# Austalis cupreoides
Austalis cupreoides är en tvåvingeart som först beskrevs av Goot 1964.  Austalis cupreoides ingår i släktet Austalis och familjen blomflugor. Inga underarter finns listade i Catalogue of Life.